# كولن أوستين
كولن أوستين (بالإنجليزية: Colin Austin)‏ هو مهندس أسترالي، ولد في 1940.